# Собор Саввы Сербского (Вена)
Собор Свято́го Са́ввы (серб. Саборна црква Светог Саве) — собор Сербской православной церкви в Вене, освящённый в 1893 году в честь первого сербского архиепископа и национального героя Сербии святого Саввы (1175—1236).
Церковь расположена по адресу Veithgasse 3 в 3-м районе Вены. Является первой сербской церковью в Австрии и одной из четырёх сербских православных церквей в Вене (три другие — это Церковь Успения Пресвятой Богородицы (1957) в 16-м районе, Успенская церковь (1974) в 17-м районе и Церковь Воскресения Христова (2002) во 2-м районе).
16 (29) октября 1912 года в соборе состоялось венчание российского великого князя Михаила Александровича с Натальей Шереметьевской.